# اکارت زوا
اکارت زوا (انگلیسی: Eckart Suhl؛ زادهٔ ۲۰ آوریل ۱۹۴۳) بازیکن هاکی روی چمن اهل آلمان بود.
وی در مسابقات کشوری و بین‌المللی در مجموع برندهٔ ۱ مدال طلا شده‌است.